# Криптон (ТВ серија)
Криптон (енгл. Krypton) је америчка телевизијска серија коју је развио Дејвид Гојер за Syfy. Фокусирајући се на Сег-Ела (Камерон Каф), деде суперјунака DC Comics-а Кал-Ел/Супермена, серија је смештена приближно 200 година пре рођења Супермена и одвија се на истоименој измишљеној планети. Премијера серије Криптон била је 21. марта 2018. године. Њена прва сезона састоји се од десет епизода. У мају 2018. године, Syfy је обновио Криптон за другу сезону, чија је премијера била 12. јуна 2019. године. У августу 2019. године, Syfy је отказао серију након две сезоне.

## Радња
Радња серије је смештена у време пре него што је уништена родна планета Човека од Челика и прати Суперменовог деду, чија породица Ел је прогнана и осрамоћена, а он се бори да поврати породичну част и спаси свој вољени свет од хаоса.

## Улоге и ликови

### Главне
| Глумац          | Улога           |
| --------------- | --------------- |
| Камерон Каф     | Сег-Ел          |
| Џорџина Кембел  | Лита-Зод        |
| Шон Сипос       | Адам Стрејнџ    |
| Елиот Кауан     | Дарон-Векс      |
| Ен Огбомо       | Џејна-Зод       |
| Арон Пјер       | Дев-Ем          |
| Расмус Хардикер | Кем             |
| Волис Деј       | Ниса-Векс       |
| Блејк Ритсон    | Брејнијак       |
| Ијан Макелхини  | Вал-Ег          |
| Колин Салмон    | генерал Дру-Зод |
| Хана Вадингам   | Џекс-Ур         |

## Епизоде
| Сезона | Сезона | Епизоде | Епизоде | Оригинално емитовање | Оригинално емитовање |
| Сезона | Сезона | Епизоде | Епизоде | Премијера            | Финале               |
| ------ | ------ | ------- | ------- | -------------------- | -------------------- |
|        | 1.     | 10      | 10      | 21. март 2018.       | 23. мај 2018.        |
|        | 2.     | 10      | 10      | 12. јун 2019.        | 14. август 2019.     |

### 1. сезона (2018)
| Бр. еп. (укупно) | Бр. еп. (у сезони) | Наслов | Редитељ                      | Сценариста                                         | Премијера       | Прод. код | Гледаност у С.А.Д. (милиони) |
| --- | ------------------ | ------ | ---------------------------- | -------------------------------------------------- | --------------- | --------- | ---------------------------- |
| 1 | 1                  |        | Кирнан Донели и Колм Макарти | Teleplay & Story by : Дејвид Гојер и Ијан Голдберг | 21. март 2018.  |           | 1.32                         |
| У премијерној епизоди, Сег сазнаје да је његова родна планета Криптон на мети ванземаљца Брејнијака, и да његов будући унук—највећи херој свих времена—никад неће ни бити рођен.                                                |                    |        |                              |                                                    |                 |           |                              |
| 2 | 2                  |        | Кирнан Донели                | Камерон Велш                                       | 28. март 2018.  |           | 1.07                         |
| Након што преживи трагедију, Сег се привикава на реалност своје мисије, као и на нови чин, али и нову претњу. Заклиње се да ће, као последњи син куће Ел, усмерити сву своју енергију у спасавање Криптона од Брејнијака.       |                    |        |                              |                                                    |                 |           |                              |
| 3 | 3                  |        | Стив Шил                     | Надрија Такер                                      | 4. април 2018.  |           | 0.95                         |
| Током хаотичног напада на Сегов округ познат као Ренклес иницијатива, Сег и Адам јуре да пронађу Брејнијаковог Сентрија, док Лита-Зод покушава да усклади свој положај командира и љубав према Сегу.                            |                    |        |                              |                                                    |                 |           |                              |
| 4 | 4                  |        | Кит Боук                     | Лук Калто                                          | 11. април 2018. |           | 0.87                         |
| Да би угушио немире, Раов глас отвара фестивал Кандор Нова и проналази жртвено јагње за пропалу Ренклес инцијативу. Сегу се обраћа тајанствени вођа који предводи Блек Зиро.                                                    |                    |        |                              |                                                    |                 |           |                              |
| 5 | 5                  |        | Џулијус Ремзи                | Лина Пател                                         | 18. април 2018. |           | 0.72                         |
| Борећи се за опстанак у самом срцу Блек Зира, Сег проналази прозор за улазак у древну прошлост Криптона, али схвата да може да угрози свој живот. Џејна-Зод се бори са својом подељеном оданошћу док разматра понуду куће Векс. |                    |        |                              |                                                    |                 |           |                              |
| 6 | 6                  |        | Кејт Денис                   | Дорис Еган                                         | 25. април 2018. |           | 0.60                         |
| Сег се налази пред немогућом одлуком која ће обликовати будућност целог наслеђа куће Ел, као и целог свемира: мора да заустави Брејнијака да уништи Кандор или да дозволи да Криптон нестане – како би Супермен могао да живи.  |                    |        |                              |                                                    |                 |           |                              |
| 7 | 7                  |        | Метин Хусејин                | Дејвид Пол Франсис                                 | 2. мај 2018.    |           | 0.63                         |
| 8 | 8                  |        | Марк Роскин                  | Дејвид Коб                                         | 9. мај 2018.    |           | 0.53                         |
| 9 | 9                  |        | Лукас Етлин                  | Чад Фајвеш и Џејмс Стотеро                         | 16. мај 2018.   |           | 0.61                         |
| 10 | 10                 |        | Кирнан Донели                | Чед Фајвеш, Џејмс Стотро и Камерон Велш            | 23. мај 2018.   |           | 0.56                         |

### 2. сезона (2019)
| Бр. еп. (укупно) | Бр. еп. (у сезони) | Наслов | Редитељ       | Сценариста                                                     | Премијера        | Прод. код | Гледаност у С.А.Д. (милиони) |
| ---------------- | ------------------ | ------ | ------------- | -------------------------------------------------------------- | ---------------- | --------- | ---------------------------- |
| 11               | 1                  |        | Марк Роскин   | Дејвид Гојер и Камерон Велш                                    | 12. јун 2019.    |           | 0.48                         |
| 12               | 2                  |        | Марк Роскин   | Кирстен ван Хорн                                               | 19. јун 2019.    |           | 0.43                         |
| 13               | 3                  |        | Џулијус Ремзи | Лина Пател                                                     | 26. јун 2019.    |           | 0.49                         |
| 14               | 4                  |        | Џулијус Ремзи | Лук Калто                                                      | 3. јул 2019.     |           | 0.45                         |
| 15               | 5                  |        | Метин Хусејин | Дејвид Коб                                                     | 10. јул 2019.    |           | 0.38                         |
| 16               | 6                  |        | Метин Хусејин | Надрија Такер                                                  | 17. јул 2019.    |           | 0.37                         |
| 17               | 7                  |        | Ерика Вотсон  | Џоул Андерсон Томпсон                                          | 24. јул 2019.    |           | 0.46                         |
| 18               | 8                  |        | Клер Килнер   | Кејти Олдрин                                                   | 31. јул 2019.    |           | 0.38                         |
| 19               | 9                  |        | Камерон Велш  | Дејвид Пол Франсис                                             | 7. август 2019.  |           | 0.29                         |
| 20               | 10                 |        | Руба Нада     | Story by : Камерон Велш Teleplay by : Лук Калто и Камерон Велш | 14. август 2019. |           | 0.35                         |